# Großraming
Großraming är en ort och kommun i Österrike. Den ligger i distriktet Steyr-Land i förbundslandet Oberösterreich, 140 kilometer väster om huvudstaden Wien. 
Kommunen består av åtta orter (Ortschaften) (inom parentes invånarantal 1 januari 2024):

- Brunnbach (76)
- Großraming (1 079)
- Hintstein (209)
- Lumplgraben (655)
- Neustiftgraben (245)
- Oberplaißa (55)
- Pechgraben (240)
- Rodelsbach (75)